# To Surveil with Love
«To Surveil with Love» (рус. Шпионить с любовью) — двадцатый эпизод двадцать первого сезона мультсериала «Симпсоны». Его премьера состоялась 2 мая 2010 года.

## Сюжет
Мистер Бёрнс, желая избавиться от плутония, подкидывает его в сумку Гомера, а Гомер забывает сумку на вокзале. Люди начинают паниковать из-за оставленной сумки и решают, что это террористический акт. Полиция решает нейтрализовать сумку с помощью взрывчатки, что вызывает ядерный взрыв, который разрушает часть города. После этого Найджел Мяснопекарь — английский консультант по вопросам безопасности, предлагает установить камеры наблюдения по всему Спрингфилду. Горожане поддерживают его предложение. Камеры появляются повсюду, шеф Виггам устаёт следить за ними и привлекает нескольких добропорядочных горожан — в том числе и Фландерса — помочь в этом. Фландерс начинает бороться со всем злом города.
Барт обнаруживает небольшой участок, не просматриваемый камерами, на заднем дворе дома Симпсонов. Гомер приглашает жителей Спрингфилда повеселиться втайне от камер. Однако Нед узнаёт о существовании этого места и вместе с Гомером ломает все камеры.
Тем временем Лиза участвует в дебатах в школьном дискуссионном клубе и проигрывает, потому что она блондинка, и её не принимают всерьёз. Поэтому Лиза красится в брюнетку и этим заставляет членов жюри признаться, что они с предубеждением относятся к блондинкам.
В эпилоге Найджел по телевизору сообщает, что в Великобритании окончилось реалити-шоу под названием «Американские чурбаны». Королева Елизавета II, смотрящая телевизор, отзывается: «Мне будет не хватать этого Ральфа Виггама. Он напоминает мне сына», а входящий в комнату принц Чарльз говорит: «Мама, у кошки из пасти воняет кошачьей едой».

## Интересные факты
- В заглавной теме играет песня «Tik Tok» американской певицы Kesha.
- Серия полна отсылок к произведению Джорджа Оруэлла «1984»:

- Название компании по установке камер и год её основания
- Тема слежки за горожанами
- Пытка Тодда Фландерса крысами
- Нед в конце серии называет себя Большим братом.